# Burg Stargard
Burg Stargard (1929-ig: Stargard) város Németországban,  Mecklenburg–Elő-Pomerániában. A Stargard szláv név, jelentése: „régi vár”.

## Földrajza
Burg Stargard a mecklenburgi tóvidék területén fekszik. Neubrandenburgtól 7 km-re található.

### Városrészei
|                                                     |                                                |                                              |
| - Bargensdorf - Burg Stargard - Cammin - Godenswege | - Gramelow - Kreuzbruchhof - Lindenhof - Loitz | - Quastenberg - Riepke - Sabel - Teschendorf |

## Történelem
Írott forrásban elsőként 1170-ben tűnik fel egy szláv vár. A terra Stargardiensis 1236-ig Pomerániához tartozott. 1259-ben brandenburgi városi jogot kapott  1292 II. Henrik mecklenburgi fejedelem örökölte a várost. 1352 - 1471 a Mecklenburg-Stargardi hercegek székhelye volt. 1701 óta Mecklenburg-Strelitzhoz tartozik.

## Gazdaság
A stargardi borvidék a legészakibb Németországban.

## Kultúra
Minden évben augusztusban vári ünnepet tartanak.

## Nevezetességei
- vár (13. század)
- templom (1758)
- szovjet katonai temető

## Testvérvárosok
- Tychowo (Lengyelország)
- Marne (Schleswig-Holstein, Németország)

## Fordítás
- Ez a szócikk részben vagy egészben a Burg Stargard című német Wikipédia-szócikk fordításán alapul.  Az eredeti cikk szerkesztőit annak laptörténete sorolja fel. Ez a jelzés csupán a megfogalmazás eredetét és a szerzői jogokat jelzi, nem szolgál a cikkben szereplő információk forrásmegjelöléseként.